# El Clarín (Aragua)
El Clarín es un periódico de Venezuela que circula en la región central del país, especialmente, en el eje este del estado Aragua. En menor escala, en los estados Guárico, Miranda y Caracas. Su actual presidente es el periodista Luis Fernández Villegas.

## Reseña
El periódico nació en la ciudad de La Victoria. Con su eslogan De La Victoria para Aragua, posteriormente fue abarcando el acontecer noticioso del eje este de la entidad.  
En la actualidad imprime 25 000 ejemplares diarios, utilizando un formato tipo tabloide europeo con 24 páginas de información. La distribución de los ejemplares se realiza bajo una modalidad mixta: a través de pregoneros, kioscos y establecimientos comerciales. El medio se caracteriza por producir contenidos editoriales donde predomina el periodismo ciudadano y la cobertura de la noticia local. En el año 2011 presentó un rediseño de las plataformas digitales, bajo la marca El Clarin Web.  
Reconocidos periodistas venezolanos han formado parte de la redacción de El Clarín. Entre ellos: Germán Carías, Miguel Conde, Misaél Salazar Léindez, Omar Luis Colmenares, Gustavo Gil Quintero, Ritcher Antúnez, Ketty Urdaneta, Simón Enrique López, Ramiro de Armas, Luis Fernández Villegas; galardonados con distinciones locales, nacionales e internacionales.